# Seč (okres Ústí nad Orlicí)
Obec Seč (německy Setsch) se nachází v okrese Ústí nad Orlicí v Pardubickém kraji. Žije zde 157 obyvatel.

## Historie
První písemná zmínka o obci pochází z roku 1397. Název obce je odvozen od slova sekat, seč znamenalo obec vzniklou na místě posekaného lesa (tedy ne vypáleného – od toho vznikalo Žďár).